# Outlander (bokserie)
Outlander är en serie romaner av den amerikanska författaren Diana Gabaldon, som började ges ut 1991 och den nionde boken i serien ”Go Tell The Bees that I am Gone” (En svärm av tusen bin) utkom 23 november 2021. Gabaldon har även släppt flera noveller som utspelar sig i samma universum samt spinoff-serien Lord John.

## Översikt
Handlingen kretsar kring sjuksköterskan Claire från andra världskriget, som gör en tidsresa till 1700-talets Skottland.

### Böcker
- Främlingen (Outlander el. Cross Stitch)
- Slända i bärnsten (Dragonfly in Amber)
- Sjöfararna (Voyager)
- Trummornas dån (Drums of Autumn)
- Det flammande korset (The Fiery Cross)
- Snö och aska (A Breath of Snow and Ashes)
- Som ett eko (An Echo in the Bone)
- Skugga av svek (Written in My Own Heart's Blood)
- En svärm av tusen bin (Go Tell the Bees that I’m Gone, 2021)

## TV-serie
I juni 2013 meddelade Starz att de hade beställt 16 avsnitt baserad på bokserien. Outlander hade premiär den 9 augusti 2014. Huvudrollerna som Claire och Jamie spelas av Caitriona Balfe och Sam Heughan.